# Cooper T79
Der Cooper T79 war ein Formel-1-Rennwagen, den das britische Formel-1-Team Cooper 1964 baute.

## Renngeschichte
Der Cooper T79 war ein Einzelstück. Das Fahrzeug wurde Ende 1964 für Bruce McLaren gebaut, der damit die Tasman-Serie 1964/1965 fahren sollte. Dazu kam es aber nicht und Cooper verkaufte den Wagen an den rhodesischen Rennfahrer John Love.
Love, der seit 1962 mit einer Ausnahme (1966) immer mit Cooper-Rennwagen beim Großen Preis von Südafrika am Start war, setzte den T79 1967 in Kyalami beim Grand Prix ein. Love ging schon vom fünften Startplatz aus ins Rennen und wurde im Rennen hinter Pedro Rodríguez überraschend Zweiter.
1968 meldete Love den Wagen erneut zum südafrikanischen Grand Prix an. Gefahren wurde das Fahrzeug aber von Basil van Rooyen, der mit einem überhitzten Climax-Motor vorzeitig aufgeben musste.